# アレハンドロ・ニエト
アレハンドロ・ニエト（Alejandro Nieto、1988年1月7日 - ）は、ペニャロール・ラグビーに所属するラグビーユニオン選手。

## プロフィール
- ウルグアイ・モンテビデオ出身[1]。
- ポジションはナンバーエイト(No8)。
- 身長 186cm、体重 108kg
- U20ウルグアイ代表に選ばれたことがある[2]。
- ウルグアイ代表キャップは71（2021年2月現在）でラグビーワールドカップ2015・ラグビーワールドカップ2019のウルグアイ代表に選ばれた[3]。

## 略歴
ヒューストン・セイバーキャッツを経て、2020年、ペニャロール・ラグビーに加入。